# ۹۶۳ (خورشیدی)
۹۶۳ نهصد و شصت و سومین سال هجری خورشیدی است.